# Palais Mollard-Clary

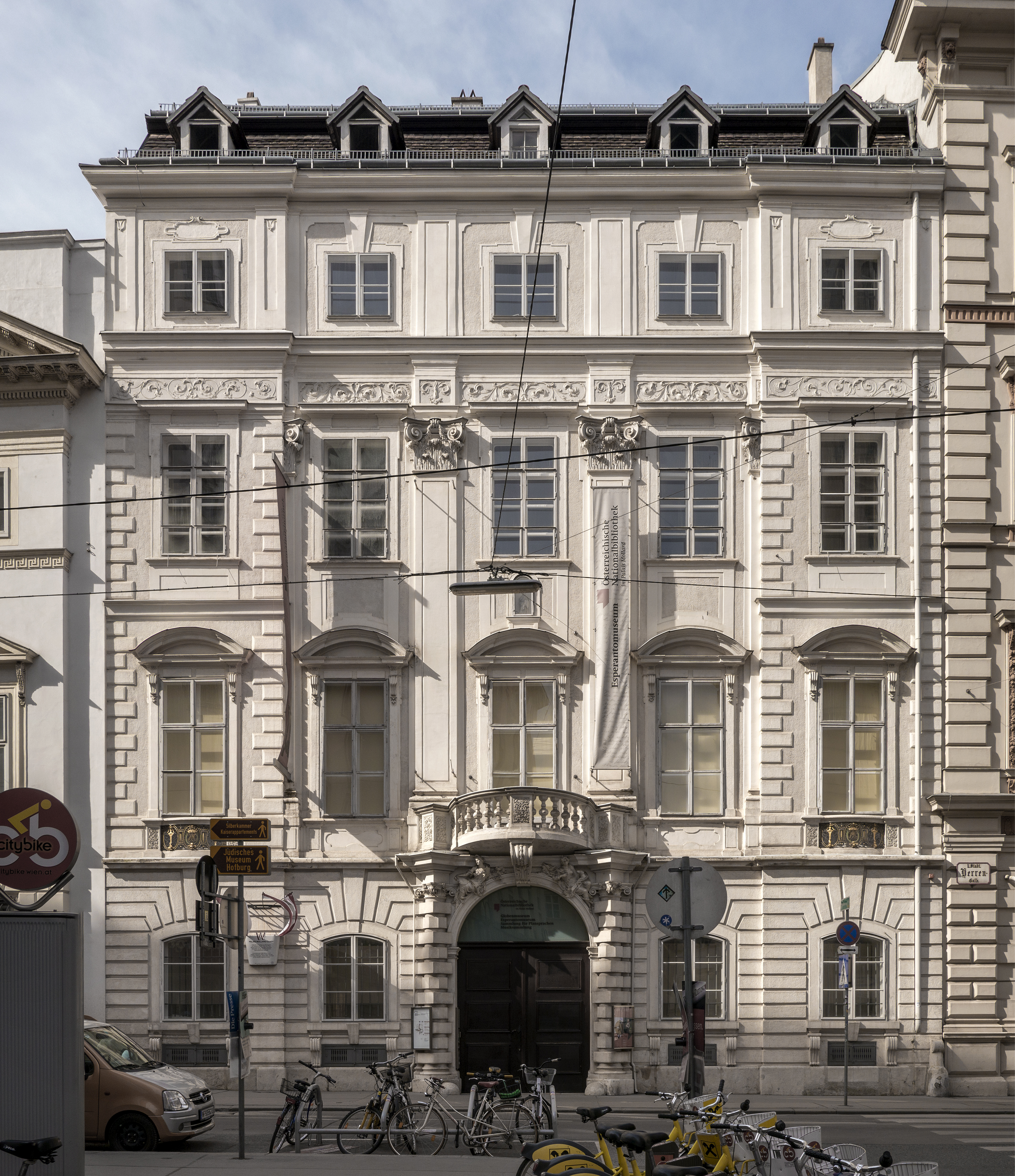
Das Palais Mollard-Clary in Wien

Das Palais Mollard (-Clary) ist ein barockes Stadtpalais im 1. Wiener Gemeindebezirk Innere Stadt, Herrengasse 9.

## Geschichte
Um 1250 errichtete Seifried von Mödling am neu geschaffenen Siedlungsgebiet an der Hochstraße (ab dem 16. Jahrhundert „Herrengasse“) ein erstes Gebäude im Bereich der heutigen Nummern 9–11. Sein Hof grenzte an den Friedhof der Minoriten, die bereits ab 1224 ihre Niederlassung am Minoritenplatz hatten.
Bei den Brandkatastrophen von 1326/27, die zwei Drittel aller Wiener Häuser einäscherten, wurde auch das Haus auf der Parzelle Herrengasse 9 zerstört, das zu dieser Zeit der Witwe Gertrude Magenpuech gehörte. Es wurde wieder aufgebaut und gelangte in den Besitz von Friedrich II. von Stubenberg, wie auch die angrenzenden Häuser im Bereich Herrengasse 11.
1440 erwarb der Edle Hans Pruckner, ein Angehöriger niederen Adels, das Haus und stiftete es testamentarisch der Pfarre St. Michael. Pruckner stand im Dienste vom Herzog Albrecht V., später von Kaiser Friedrich III. Seinem Vermögens- und Inventarverzeichnis ist zu entnehmen, dass ein großer, gewölbter Raum, mehrere Wohn- und Schlafräume, ein lang gestreckter Raum und Stübchen sowie Kellerräume vorhanden waren.
Bei der Brandkatastrophe 1525 wurden mehr als 400 Häuser in der Nähe der Hofburg zerstört, unter anderem die Pfarrkirche St. Michael. Es ist anzunehmen, dass das Haus Herrengasse 9 ebenfalls betroffen war und zumindest teilweise zerstört wurde. 
Auf dem ersten Plan der Stadt Wien von Bonifaz Wohlmut (1547) ist die Parzelle Herrengasse 9 bereits in ihrer heutigen Form eingezeichnet.

### Besitz der Mollard (1563–1760)

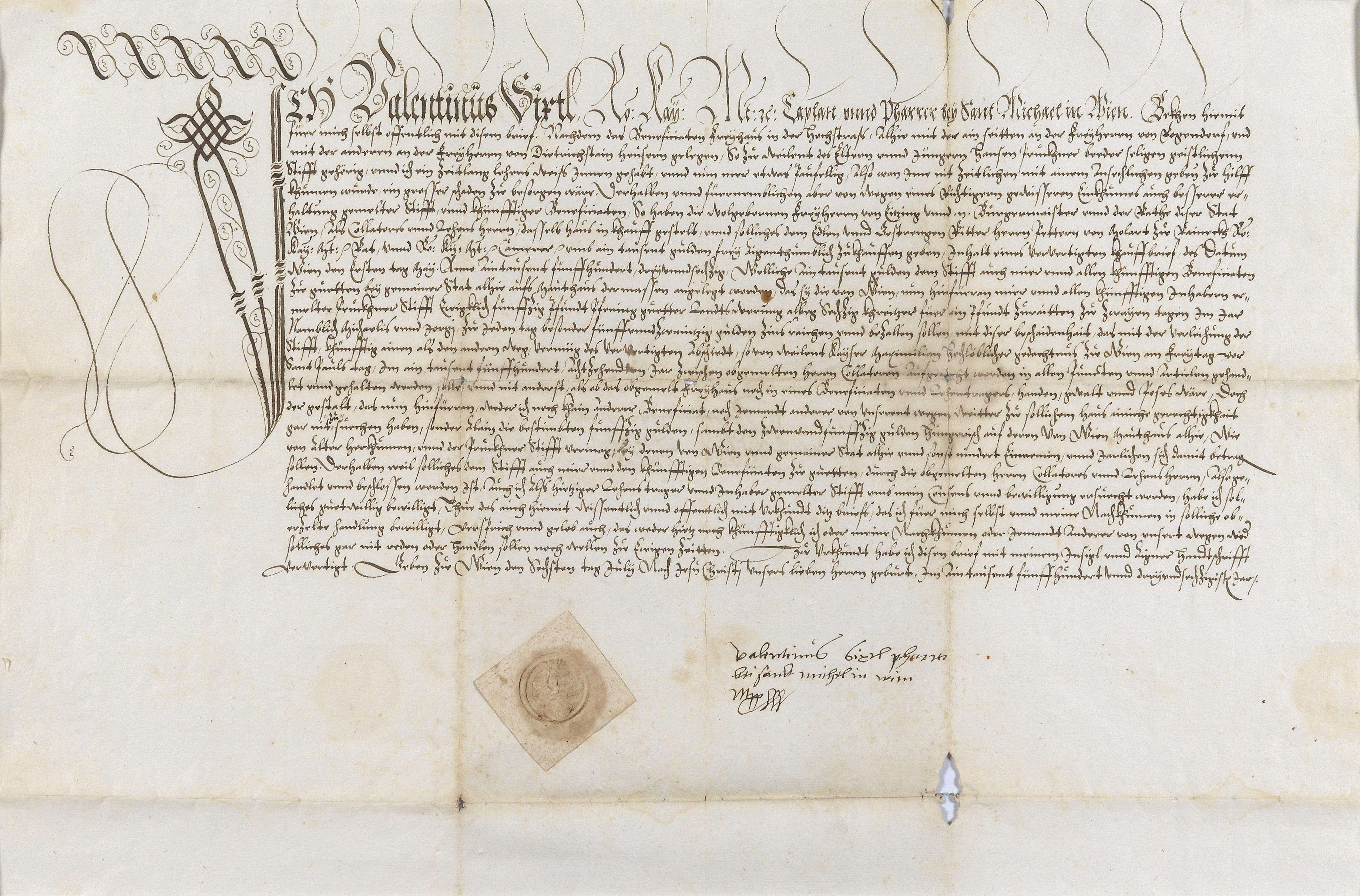
Verkaufsbrief des Freihauses in der Hochstraße an Peter von Mollard, Wien 1563

1563 erwarb der aus einer savoyischen Adelsfamilie stammende Peter von Mollard das Freihaus in der Hochstraße von der Pfarre St. Michael, der es bis dahin als Stiftungshaus gehört hatte. Der entsprechende Verkaufsbrief zwischen Valentin Sixtl, Kaplan und Pfarrer zu St. Michael, und Peter von Mollard trägt das Datum vom 6. Juli 1563. Peter von Mollard starb 1576, seine fünf Söhne erbten das Haus 1591 nach dem Tod der Mutter. Der älteste Sohn, Ernst, wurde zu einem der engsten Vertrauten am Hof Kaiser Rudolfs II. in Prag, sein Bruder Hans hingegen diente beim Erzherzog und späteren Kaiser Matthias, er wurde Präsident der Wiener Stadtguardia. Im Haus Herrengasse 9 wurde große Politik gemacht.
1609 ist die erste Ansicht des Hauses Herrengasse 9 ist auf dem Vogelschauplan des Jacob Hufnagel überliefert.
1695 beauftragte Ferdinand Ernst von Mollard, Vizepräsident der Hofkammer und Vater von Karoline von Fuchs-Mollard, den italienischen Architekten Domenico Martinelli mit einem barocken Um- und Ausbau des Hauses. Das Haus wurde um ein 4. Geschoß aufgestockt, es entstanden der dreigeschoßige Quertrakt im Hof samt Kapelle und eine große Treppenanlage. Der schmale Verbindungsgang im Piano Nobile wurde mit mythologischen Ölmalereien ausgestattet, die Andrea Lanzani zugeschrieben werden.
1733 sind zahlreiche Baumängel überliefert, unter anderem musste das stark verfallene Dach erneuert werden. Die Reparaturarbeiten führte Lucas von Hildebrandt durch.

### Besitz der Clary (1760–1922)
1760 wurde das Palais von Franz Wenzel Graf von Clary und Aldringen für seine auf Schloss Teplitz in Nordböhmen residierende Adelsfamilie als Wintersitz erworben. In ihrem Besitz blieb es bis 1922. 
Um 1780 traf sich im Palais Clary regelmäßig die als „Tischrunde Josefs II.“ bekannte Gesellschaft hoher Wiener Adeliger. 1810 richtete Fürst Carl Clary im zweiten Obergeschoß eine der bedeutendsten Privatbibliotheken Wiens und eine Sammlung von Kupferstichen und Zeichnungen ein. Teile der Originalausstattung fanden sich später in den Depots der Familie Clary in Schloss Teplitz.
1879/81 wurde das Haus generalsaniert. Heizungs- und Sanitäranlagen wurden installiert, die Fassade renoviert und umgestaltet. Im Laufe des 19. Jahrhunderts zog die Familie auf ein Stockwerk und vermietete den Rest des Palais zuerst als Britische Botschaft, dann als kgl. bayerische Gesandtschaft. 1922 wurde das Palais an das Land Niederösterreich verkauft, die hier das Niederösterreichische Landesmuseum einrichtete. Am 10. September 1944 wurde der hintere Teil des Hauses durch einen Bombentreffer schwer beschädigt.

### Heutige Nutzung
Nach umfassenden Bauarbeiten wurde das Museum im Dezember 1951 wiedereröffnet.
1986–88 wurden direkt unter dem Palais umfangreiche U-Bahnbauarbeiten (U3) durchgeführt. Der Bund erwarb 1999 das Palais Mollard vom Land Niederösterreich, das Niederösterreichische Landesmuseum fand seinen neuen Standort in der Landeshauptstadt St. Pölten. 2002 fand für die nächsten drei Jahre der Umbau und Generalsanierung des Gebäudes für die Österreichische Nationalbibliothek nach Plänen des Architekten Gerhard Lindner statt. 
Das Palais wird von der Österreichischen Nationalbibliothek genutzt und beherbergt seit 2005 das Esperantomuseum und Sammlung für Plansprachen (Erdgeschoß), Globenmuseum (1. Obergeschoß), Beletage | Veranstaltungsräume (2. Obergeschoß) und die Musiksammlung (3.–5. Obergeschoß) der Österreichischen Nationalbibliothek.